# Красний Яр (Совєтський район)
Кра́сний Яр (рос. Красный Яр) — село у складі Совєтського району Алтайського краю, Росія. Адміністративний центр та єдиний населений пункт Красноярської сільської ради.

## Населення
Населення — 1142 особи (2010; 1208 у 2002).
Національний склад (станом на 2002 рік):
- росіяни — 94 %